# E. J. Anosike
Ejimofor « E. J. » Anosike, né le 11 novembre 1998 à Staten Island dans la ville de New York aux États-Unis, est un joueur américano-nigerian de basket-ball évoluant au poste d'ailier fort.

## Biographie

### Carrière universitaire
Entre 2017 et 2020, il joue pour les Pioneers de Sacred Heart (en) à l'université du Sacré-Cœur (en).
Entre 2020 et 2021, il joue pour les Volunteers du Tennessee à l'université du Tennessee.
Entre 2021 et 2022, il joue pour les Titans de Cal State Fullerton à l'université d'État de Californie.

### Carrière professionnelle

#### Suwon KT Sonicboom (août - déc. 2022)
Le 23 juin 2022, automatiquement éligible à la draft 2022 de la NBA, il n'est pas sélectionné.
En août 2022, il signe son premier contrat professionnel avec l'équipe sud-coréenne du Suwon KT Sonicboom (en).

#### Stars de Salt Lake City (fév. 2023)
Le 31 janvier 2023, il rejoint l'équipe de G-League des Stars de Salt Lake City. Le 2 mars 2023, il est libéré de l'effectif.

#### Legends du Texas (mars 2023)
Le 18 mars 2023, il rejoint l'équipe de G-League des Legends du Texas.

#### Sea Bears de Winnipeg (mai - juil. 2023)
En mai 2023, il signe avec l'équipe canadienne des Sea Bears de Winnipeg.

#### Chorale de Roanne (2023)
Le 24 août 2023, il signe un contrat avec l'équipe française de la Chorale de Roanne en remplaçant médical de Maxime Roos.

## Palmarès

### Universitaire
- NABC All-District (9) Second Team en 2022
- NABC All-District (15) First Team en 2020
- All-Big West First Team en 2022
- Big West Tournament MVP en 2022
- Big West All-Tournament Team en 2022
- Big West Newcomer of the Year en 2022
- All-NEC First Team en 2020
- All-NEC Second Team en 2019
- NEC Most Improved Player en 2019

## Statistiques

### Universitaires
Les statistiques d'E. J. Anosike en matchs universitaires sont les suivantes :
| Saison    | Équipe              | Matchs | Titul. | Min./m | % Tir | % 3pts | % LF | Rbds/m. | Pass/m. | Int/m. | Ctr/m. | Pts/m. |
| --------- | ------------------- | ------ | ------ | ------ | ----- | ------ | ---- | ------- | ------- | ------ | ------ | ------ |
| 2017-2018 | Sacred Heart (en)   | 30     | 1      | 13,8   | 38,2  | 0,0    | 70,7 | 3,87    | 0,40    | 0,20   | 0,47   | 4,17   |
| 2018-2019 | Sacred Heart        | 32     | 32     | 29,0   | 51,8  | 35,8   | 75,5 | 8,06    | 0,91    | 0,59   | 0,47   | 14,19  |
| 2019-2020 | Sacred Heart        | 33     | 33     | 33,2   | 48,4  | 25,0   | 72,8 | 11,61   | 1,73    | 0,97   | 0,27   | 15,70  |
| 2020-2021 | Tennessee           | 22     | 0      | 8,5    | 34,2  | 0,0    | 60,0 | 1,91    | 0,27    | 0,36   | 0,05   | 1,73   |
| 2021-2022 | Cal State Fullerton | 32     | 31     | 32,6   | 51,6  | 26,7   | 77,7 | 8,34    | 1,75    | 0,84   | 0,31   | 16,25  |
| Carrière  | Carrière            | 149    | 97     | 24,6   | 48,9  | 28,0   | 74,3 | 7,15    | 1,07    | 0,62   | 0,33   | 11,11  |

## Vie privée
E. J. Anosike est le fils de Ben et Ngozi Anosike, des immigrés nigérians. Il a sept frères et sœurs : Nicky, Nneoma, Rotanna, Ikenna, Ifesinachi, Anulika et Oderah. Une de ses sœurs, Nicky Anosike, joue également au basket-ball, d'abord avec les Volunteers du Tennessee en NCAA où elle remporta deux titres puis en WNBA.